# CTCSS
CTCSS (Continuous Tone Coded Squelch System) - folyamatos hanggal kódolt zajzár.

## Működése
A vivőhullámot a „hasznos” tartalmon kívül egy alacsony hangfrekvenciás jellel is modulálja a készülék. A vételi oldalon a megfelelő CTCSS kódra hangolt készülék az adott „kódoló” frekvencia észlelésekor kinyitja a vevőkészülék zajzárát.

## Technikai részletek
A rádió vevő 300 Hz alatt nem engedi át a hangot a hangszóró felé, valamint több készülék a mikrofonról a modulátorba menő hangból is kiszűri ezt a frekvenciatartományt. A CTCSS zajzár frekvenciája így 300 Hz alatt 50 szabványos frekvencia közül választható ki.
A PMR rádiózásban a CTCSS-t sokszor SQL (Squelch) kódként jelölik. Az SQL kis mértékben eltér a CTCSS-től.
| PMR446 SQL (Squelch kód) | CTCSS f [Hz] |
| ------------------------ | ------------ |
| 1                        | 67.0         |
|                          | 69.3         |
| 2                        | 71.9         |
| 3                        | 74.4         |
| 4                        | 77.0         |
| 5                        | 79,7         |
| 6                        | 82.5         |
| 7                        | 85.4         |
| 8                        | 88.5         |
| 9                        | 91.5         |
| 10                       | 94.8         |
| 11                       | 97.4         |
| 12                       | 100.0        |
| 13                       | 103.5        |
| 14                       | 107.2        |
| 15                       | 110,9        |
| 16                       | 114.8        |
| 17                       | 118.8        |
| 18                       | 123.0        |
| 19                       | 127.3        |
| 20                       | 131.8        |
| 21                       | 136.5        |
| 22                       | 141.3        |
| 23                       | 146.2        |
| 24                       | 151.4        |
| 25                       | 156.7        |
|                          | 159.8        |
| 26                       | 162.2        |
|                          | 165.5        |
| 27                       | 167.9        |
|                          | 171.3        |
| 28                       | 173.8        |
|                          | 177.3        |
| 29                       | 179.9        |
|                          | 183.5        |
| 30                       | 186.2        |
|                          | 189.9        |
| 31                       | 192.8        |
|                          | 196.5        |
|                          | 199.5        |
| 32                       | 203.5        |
|                          | 206.5        |
| 33                       | 210.7        |
| 34                       | 218.1        |
| 35                       | 225.7        |
|                          | 229.1        |
| 36                       | 233.6        |
| 37                       | 241.8        |
| 38                       | 250.3        |
|                          | 254.1        |

## Tévhitek a CTCSS-sel kapcsolatban
Mivel a PMR rádiót bárki használhatja, használata nem kötött semmilyen ismerethez, így a PMR rádiót használók körében elterjedt két tévhit a CTCSS-ről:
- "A CTCSS titkosítja a csatornát" - NEM, A CTCSS NEM TITKOSÍT! Csak egy "búgó hangot" kever a beszéd alá.
- "A CTCSS megsokszorozza a használható csatornák számát" - NEM, A CTCSS NEM SOKSZOROZ CSATORNÁT! Bármilyen frekvenciájú "búgó hangot" kever a beszédhez, ugyanazt a csatornát foglalja le.

A fent említett "extrákat" sokszor marketingfogásként is alkalmazzák.